# Carlisle County
Carlisle County je okres ve státě Kentucky v USA. K roku 2010 zde žilo 5 104 obyvatel. Správním městem okresu je Bardwell. Celková rozloha okresu činí 515 km².